# Nord bei Nordwest – In eigener Sache
Nord bei Nordwest – In eigener Sache ist ein deutscher Fernsehfilm aus dem Jahr 2020. Es handelt sich um die elfte Folge der ARD-Kriminalfilmreihe Nord bei Nordwest mit Hinnerk Schönemann und Henny Reents in den Hauptrollen. Regie führte Felix Herzogenrath nach einem Drehbuch von Holger Karsten Schmidt. Für Henny Reents ist diese Episode nach sechs Jahren der Ausstieg aus der Filmreihe.

## Handlung
Am Strand wird von Hauke Jacobs’ Hund Holly eine rothaarige, weibliche Leiche entdeckt. Nach Feststellung der Identität fährt Lona Vogt zur Wohnung des Opfers, in der sie von einem Unbekannten überfallen und tödlich verletzt wird. Jacobs, der ohnehin noch wegen Vogts vorhergehenden längeren Krankenhausaufenthalts eine halbe Stelle als Kommissar in Schwanitz innehat, nimmt die Ermittlungen auf und wird dabei von Jule Christiansen unterstützt. Beiden ist klar, dass die Aufklärung des Mordes an ihrer Freundin Lona in unmittelbarem Zusammenhang mit dem Tod der rothaarigen Frau vom Strand liegen muss. Fest steht, dass die Frau aus Lübeck stammt und sehr wahrscheinlich erwürgt und von einer der Fähren ins Wasser geworfen worden war. Sonst ergeben sich jedoch keinerlei relevante Spuren.
Erst als Kommissarin Winter aus Kiel eintrifft, erfahren Jacobs und Christiansen, dass es sich sehr wahrscheinlich um einen Serienmörder handelt, der seine Opfer über Dating-Seiten im Internet kennenlernt. Hierbei scheint er sich gezielt Frauen auszusuchen, die keine größeren sozialen Kontakte pflegen. Gegen den Willen von Jacobs und Winter meldet sich Christiansen bei einem dieser Dating-Portale an, um als Lockvogel dem Mörder eine Falle zu stellen. Sie nimmt an, äußerlich dem Opfertyp zu entsprechen, den der Täter auswählt. Da Winter bereits eine Kieler Kollegin auf die gleiche Weise verloren hatte, ist absolute Vorsicht geboten. Jacobs ist allerdings extrem ungehalten über die Eigenmächtigkeit von Christiansen, schließlich hat er gerade erst eine gute Freundin verloren. Da er es aber als die einzige Chance ansieht, den Mörder von Lona zu fassen, akzeptiert er dieses Vorgehen. 
Der erste Versuch, dem Täter auf einer Fähre eine Falle zu stellen, geht jedoch schief. Aber dieser kennt nun Christiansens Adresse, und es kommt zum Showdown. Obwohl Christiansen von Jacobs und Winter observiert wird, gelingt es dem Mann, beide auszuschalten. Nachdem Jacobs allmählich wieder zu sich kommt, ist er jedoch nicht in der Lage, Christiansen zu helfen, die vom Täter gerade gewürgt wird. Urplötzlich taucht allerdings Lonas Vater auf und erschießt den Mann ohne zu zögern. Dieser hatte für die Versicherung der Fährlinie gearbeitet und somit Zugriff auf die Daten seiner Opfer. Nach seiner letzten Tat wollte er den Laptop des Opfers aus der Wohnung stehlen, um die Spuren zu dem Datingportal zu verwischen. Hier wurde er jedoch von Lona Vogt überrascht, was ihr zum Verhängnis wurde. Ihr Vater verabschiedet sich von Jacobs, da ihn nun nach dem Tod seiner Tochter nichts mehr in Schwanitz hält.

## Hintergrund
Nord bei Nordwest – In eigener Sache wurde vom 24. April bis zum 23. Mai 2019 in Travemünde mitsamt der Halbinsel Priwall, auf der Insel Fehmarn sowie in Hamburg und Umgebung gedreht.
Henny Reents spielt ein letztes Mal die Inselpolizistin Lona Vogt, die in dieser Episode den Serientod stirbt. In der folgenden Staffel wird sie durch Kommissarin Hannah Wagner, gespielt von Jana Klinge, ersetzt.
Das Gedicht, das der Pastor bei Lona Vogts Beerdigung rezitiert, ist Stufen von Hermann Hesse. Mehmet Ösker, der in jeder Nord bei Nordwest-Episode einer anderen Tätigkeit nachgeht, betätigt sich in dieser Episode als Taxifahrer.

## Rezeption

### Einschaltquote
Die Erstausstrahlung von Nord bei Nordwest – In eigener Sache am 6. Februar 2020 im Ersten erreichte 7,07 Millionen Zuschauer und damit einen Marktanteil von 22,5 Prozent.

### Kritik
Rainer Tittelbach von tittelbach.tv meinte: „Auch für diesen Film hat der Regisseur, Felix Herzogenrath, zum dritten Mal für die Reihe im Einsatz, ausgewählte, atmosphärische Bilder gefunden. Gefühlt besitzt ‚In eigener Sache‘ – jenseits zweier extremer Nervenkitzel-Sequenzen – mehr Totalen, also Entspannungsmomente für den Zuschauer und Ruheinseln für die Hauptfiguren, als die Episode zuvor. Außerdem gibt es magisch-surreale Elemente. Und für alle drei Filme gilt: Die tiefen, ‚authentischen‘ Gefühle der Figuren verschmelzen mehr denn je mit den Stimmungen, die die Ostsee-Landschaft bietet, und der Atmosphäre, die durch die Filmsprache erzeugt wird.“
Tilmann P. Gangloff schrieb für evangelisch.de: „Viele Momente verraten ohnehin die Liebe zum Detail, mit der ‚In eigener Sache‘ entstanden ist, zumal sie ohne große Worte auskommen: Der Blick der sterbenden Lona fällt auf ein Foto der Wohnungsbesitzerin, das sie am Strand zeigt, dazu erklingen Meeresgeräusche und Möwengeschrei; ihr letzter Gedanke gilt Jacobs. Der wiederum sieht das Bild später ebenfalls, dann schaut er auf den Boden, wo das Opfer lag – was für eine schöne gegenseitige Liebeserklärung! Diese Souveränität und dieser Mut, sich Zeit zu nehmen, prägt auch eine weitere Szene: Ein Auto fährt durch eine Pfütze. Die Kamera wartet in aller Ruhe, bis sich das Wasser wieder beruhigt hat und die Spiegelung einer Kirche zu erkennen ist; ein perfekter Übergang zur Trauerfeier für Lona.“
Bei Quotenmeter.de wertete Julian Miller:  „Der Spagat zwischen Krimi und Komödie ist wohl dann am schwersten zu überstehen, wenn die Hauptfigur ein besonders einschneidend tragisches Erlebnis zu überwinden hat.“ Die „Ausforschung der Tatumstände und der Trauerarbeit des Hauptcharakters“ nähmen in diesem Krimi fast eine Stunde Sendezeit ein „und obwohl ihm hier ein paar ergreifende Momente gelingen und der vergleichsweise stille, aufrichtige Ansatz ohne pseudo-emotionale Übersteuerungen gut gefällt, will er doch nahezu jede Szene mit einem zu ausgesprochenen, banalisierenden und fernsehfilmhaften Abbinder beenden.“ Nach Ansicht des Kritikers hätten die „stark geführten Charaktere Momente der Stille aushalten oder die Hauptfigur ihrem Schmerz in aufrichtiger Finalität begegnen“ sollen. „Stattdessen muss fast jeder Gedanke auf der Verarbeitungsskala mühsam und unfilmisch ausdialogisiert werden.“ Des Weiteren erfolge „wider jede psychologische Ernsthaftigkeit, und mit einem völlig unplausiblen Schlusspunkt – doch ein furchtbar vereinfachtes Abschließen“ der Geschichte.